# Kazerne de Hollain

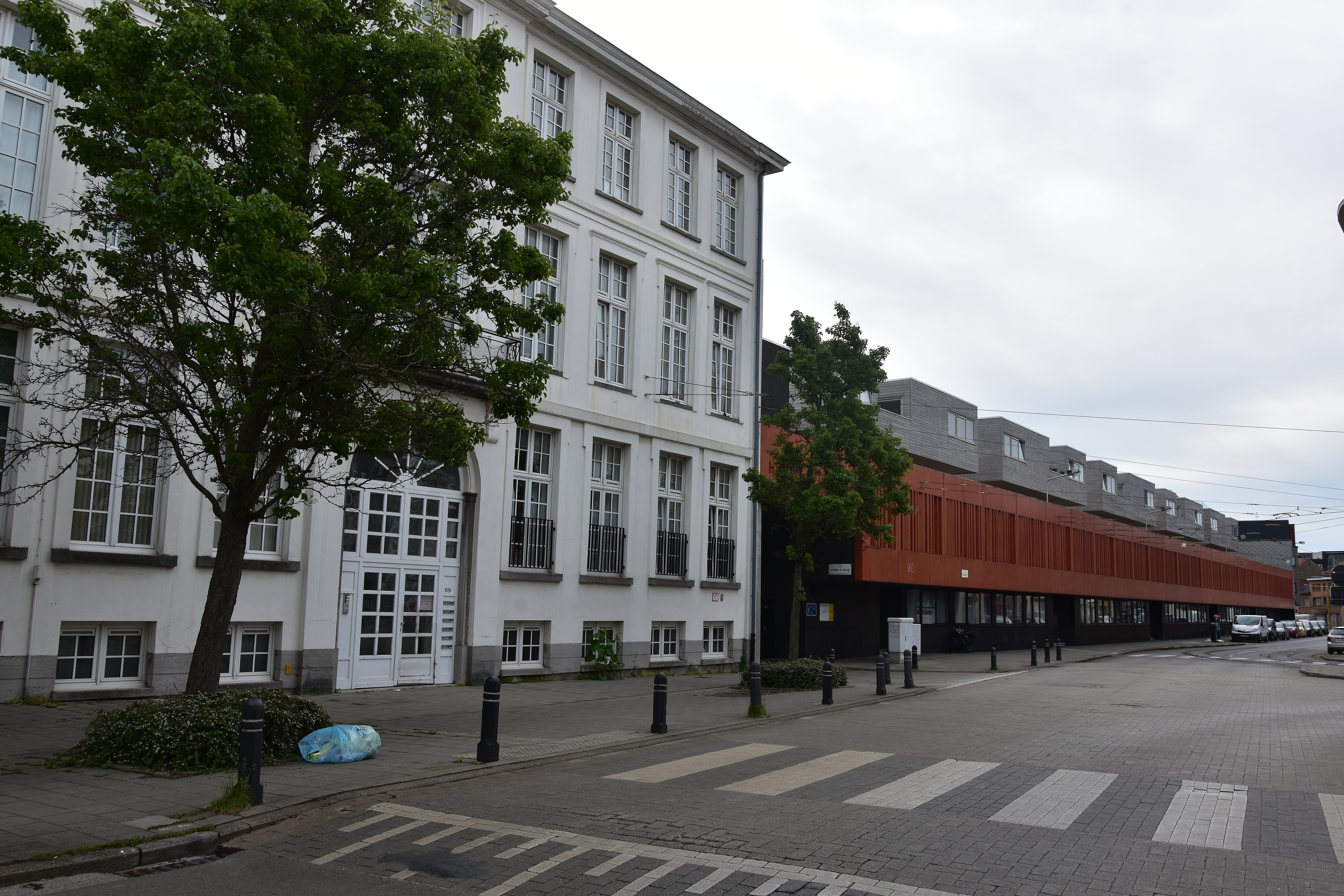
De voormalige kazerne de Hollain

De Kazerne Cdt. Jonkheer de Hollain, ook Kazerne de Hollain genoemd, was een kazerne van de ruiterij aan de Brusselsepoortstraat in de Belgische stad Gent. In de nabijgelegen Arena Van Vletingen oefende de ruiterij. 
De kazerne is in 1933 genoemd naar Alphonse-Alexandre de Hollain. Hij was artilleriecommandant die sneuvelde op 18 augustus 1914, in Sint-Margriete-Houtem tijdens de slag bij Houtem, in de eerste dagen van de Eerste Wereldoorlog.
De achterzijde van het gebouw grenst aan de Nederschelde. In 2001 is het geheel omgevormd tot wooncomplex door de Gentse Maatschappij voor de Huisvesting.

## Historiek
Op deze plek stond, buiten de muren van de stad, het Machariuspesthuis (benaming vanaf 1672) uit 1582. Pestlijders vonden eerder, vanaf 1580, een onderkomen in een kapel op de Groene Hoye, dicht bij het Klein Begijnhof Gent aan de Lange Violettestraat.
Waarschijnlijk werd het gebouw in 1678 bezet door troepen van Lodewijk XIV tijdens de Hollandse Oorlog. Tot het midden achttiende eeuw bleef het een ziekenhuis voor besmettelijke ziekten. Documenten leveren het bewijs dat men vanaf 1689 regelmatig zieke soldaten in het pesthuis onderbracht. In  In 1618 kwamen al gewonde Franse soldaten aan in het pesthuis, gevolgd door Pruisen, Spanjaarden, Engelsen en Kozakken. Vanaf 1726 werd het definitief een krijgshospitaal en logeerden er soldaten. Van 1749 tot 1754 functioneerde het gebouw als magazijn voor militair materieel. Vanaf de tweede helft van de achttiende eeuw verhuurde men de Sint-Machariuskazerne als ruiterijkazerne aan de keizer van Oostenrijk. 
Later volgden een aantal verbouwingen waaronder die van 1754, op last van de schepenen van de Keure. Toen trok men kazernegebouwen en stallingen op op de gronden van het Sint-Machariuspesthuis naar ontwerp van architect David 't Kindt.
Aan de noordwestelijke hoek van het terrein werd in 1784 een breedhuis met negen traveeën en drie bouwlagen opgetrokken.
De pomp van 't Zand tegenover de ingang, is een waterpomp, opgetrokken in 1837 naar een ontwerp van Lodewijk Roelandt. Ze vertoont het wapenzegeteken van de lansiers, zijnde een pijlbundel van 5,20 meter hoog omgeven door harnassen, helmen en wapens.

## Galerij

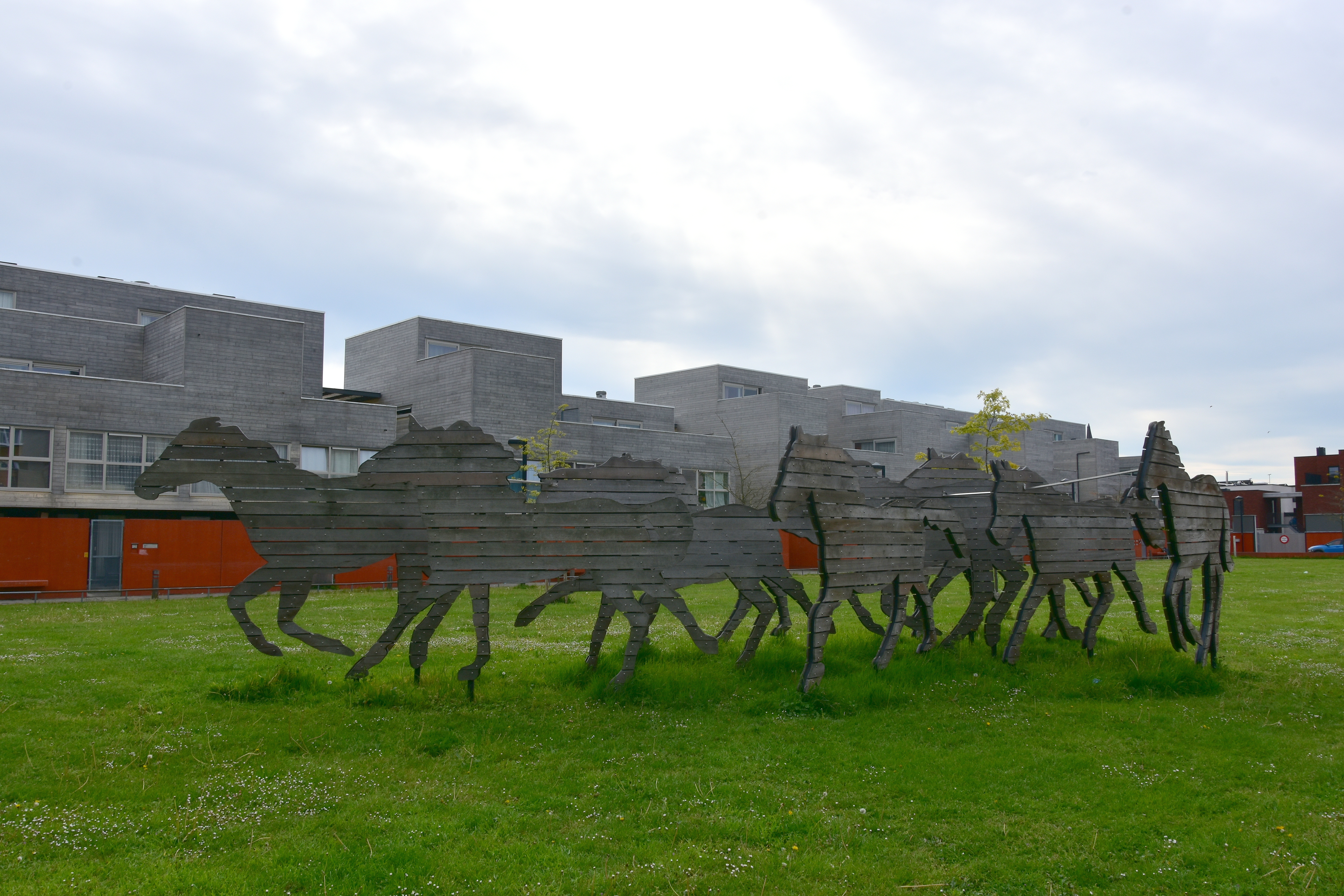
Het binnenhof
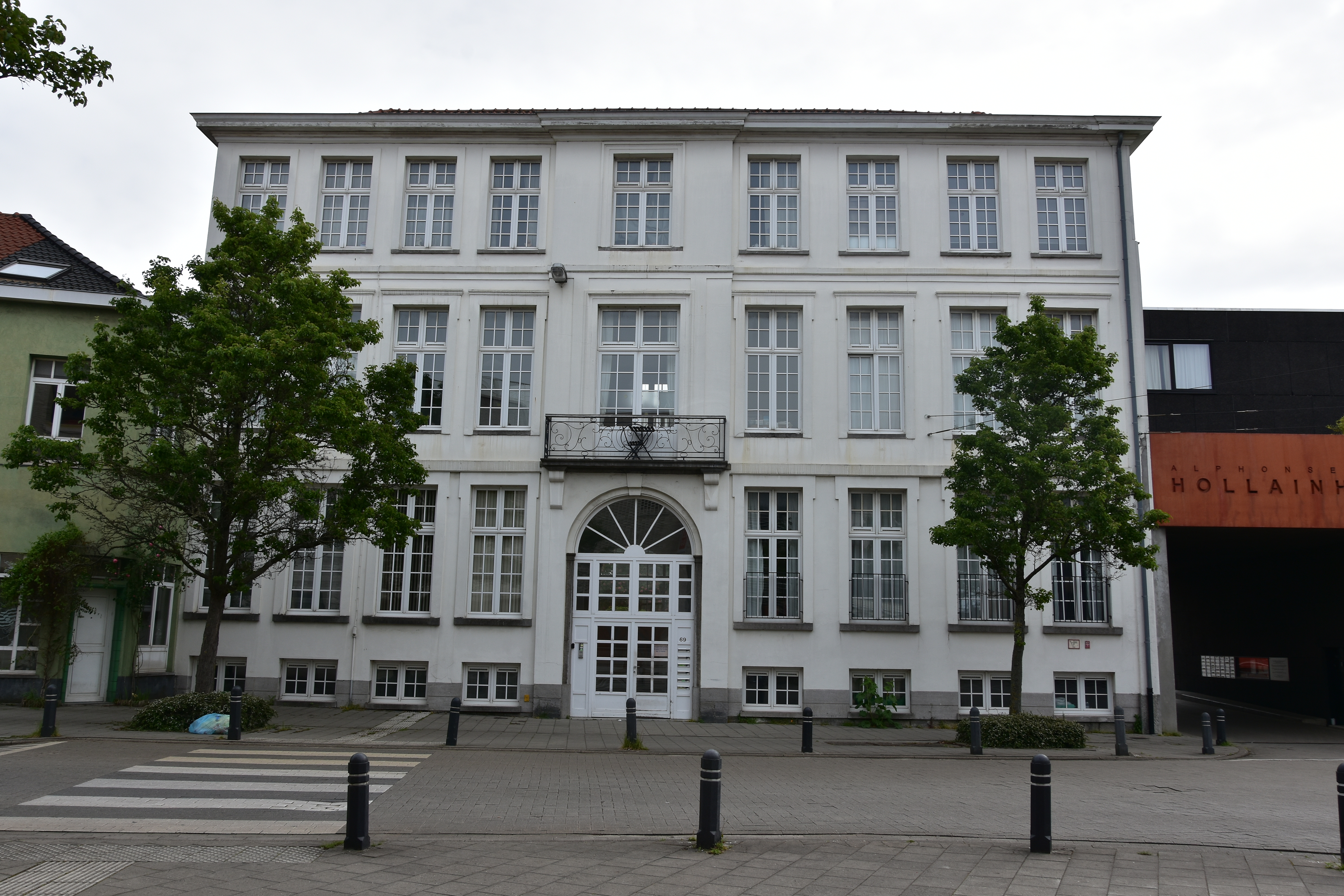
Het breedhuis
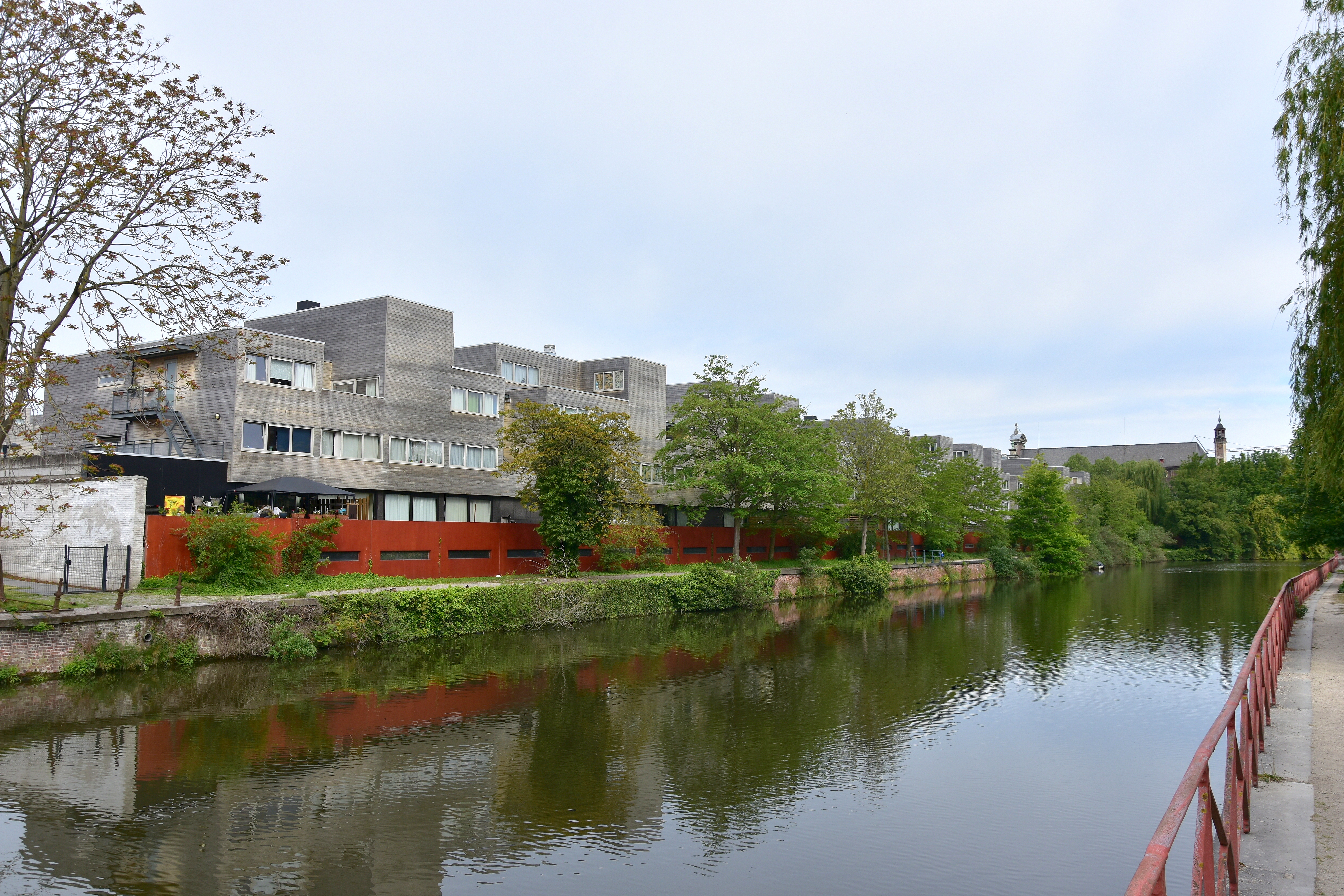
De voormalige kazerne aan de Nederschelde
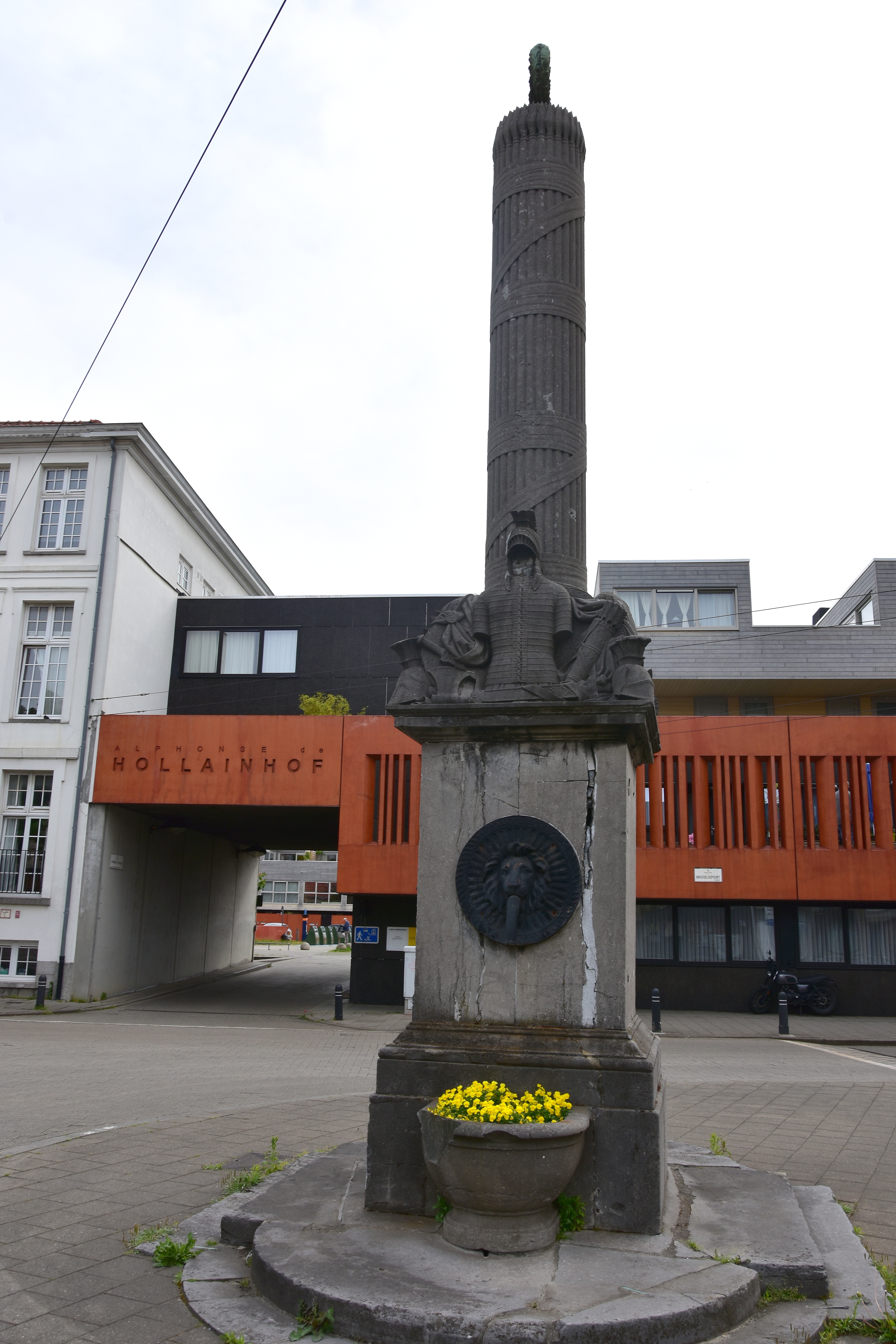
Pomp van 't Zand